# Trébons-sur-la-Grasse
Trébons-sur-la-Grasse es una comuna francesa situada en el departamento de Alto Garona, en la región Occitania.

## Demografía
| 240 | 181 | 184 | 204 | 249 | 322 | 460 |
| Para los censos de 1962 a 1999 la población legal corresponde a la población sin duplicidades (Fuente: INSEE [Consultar]) |     |     |     |     |     |     |